# Ljubljana-Domžale-Ljubljana TT
La Ljubljana-Domzale-Ljubljana TT és un cursa ciclista femenina d'un dia, en format contrarellotge individual, que es disputava anualment a Eslovènia. Creada al 2014 amb el nom de Nagrada Ljubljana TT, el 2016 adoptà el nom actual. La recorregut té sortida i arribava a Ljubljana, passant per Domžale.

## Palmarès
| Any  | Vencedor          | Segon             | Tercer         |
| ---- | ----------------- | ----------------- | -------------- |
| 2014 | Martina Ritter    | Vera Koedooder    | Taryn Heather  |
| 2015 | Tatiana Antóixina | Ann-Sophie Duyck  | Jaime Nielsen  |
| 2016 | Ann-Sophie Duyck  | Olga Zabelínskaia | Claire Rose    |
| 2017 | Ann-Sophie Duyck  | Eugenia Bujak     | Elinor Barker  |
| 2018 | Olga Zabelínskaia | Hayley Simmonds   | Eugenia Bujak  |
| 2019 | Marlen Reusser    | Olga Zabelínskaia | Vittoria Bussi |